# 讓-呂克·拉沙摩里納
讓-呂克·拉沙摩里納（Jean-Luc Rasamoelina，1989年10月4日—）是一名安哥拉划船運動員，主攻男子輕量級雙人雙槳項目。主要搭檔為安德烈·馬蒂亞斯。

## 外部連結
- 讓-呂克·拉沙摩里納在WorldRowing.com的资料